# Titus Apusulenus Faustinus
Titus Apusulenus Faustinus war ein im 2. Jahrhundert n. Chr. lebender Angehöriger des römischen Ritterstandes (Eques).
Durch ein Militärdiplom, das auf den 1. Juli 126 datiert ist, ist belegt, dass Faustinus 126 Kommandeur der Cohors I Montanorum war, die zu diesem Zeitpunkt in der Provinz Moesia superior stationiert war.